# アルジェリア航空6289便墜落事故
アルジェリア航空6289便墜落事故は、2003年3月6日にアルジェリアで発生した航空事故である。タマンラセット空港からウアリ・ブーメディアン空港へ向かっていたアルジェリア航空6289便（ボーイング737-2T4）がタマンラセット空港を離陸した直後に墜落した。乗員乗客103人中102人が死亡した。
目撃者は片方のエンジンが爆発し、火災が発生していたと証言した。爆発が起きたとき、まだ着陸装置は格納されていなかった。その後機体は急速に上昇し、失速した。最終報告書では事故原因は離陸時のエンジン喪失であるとされた。
この事故は当時、アルジェリア史上最悪の航空事故だった。2020年3月時点で、アルジェリアで発生した事故としては2番目に死者数が多く、アルジェリア航空で発生した事故としても2番目に死者数が多い。

## 飛行の詳細
| 国籍         | 乗客 | 乗員 | 合計 |
| ------------ | ---- | ---- | ---- |
| アルジェリア | 78   | 6    | 84   |
| カナダ       | 5    | 0    | 5    |
| フランス     | 9    | 0    | 9    |
| ドイツ       | 1    | 0    | 1    |
| 日本         | 1    | 0    | 1    |
| オランダ     | 2    | 0    | 2    |
| イギリス     | 1    | 0    | 1    |
| 合計         | 97   | 6    | 103  |

6289便はタマンラセット空港からヌメラ・ムッフディ・ザカリア空港を経由してウアリ・ブーメディアン空港へ向かう国内定期便だった。当該機は「Monts du Daia」と名付けられたボーイング737-2T4で、2基のプラット・アンド・ホイットニー JT8D-17Aを搭載していた。初飛行は1982年6月に行われており、総飛行時間は41,472時間だった。
機長は48歳の男性で、総飛行時間は10,760時間だった。うち同型機では1,088時間の経験があった。副操縦士は44歳の女性で、総飛行時間は5,219時間だった。うち同型機では1,293時間の経験があった。

## 事故の経緯
UTC14時08分、6289便は滑走路02へのタキシング許可を得てゲートを離れた。14時12分、管制官は6289便に滑走路02からの離陸を許可した。このときの操縦は副操縦士が担当しており、14時13分に機体は離陸した。離陸後、副操縦士が着陸装置の格納を機長に求めた直後、大きな爆発音がした。この時、機体は高度78フィート (24 m)を158ノット (293 km/h)で上昇していた。機体は左に傾き始め、機長が操縦を引き継いだ。
副操縦士は着陸装置を格納するか機長に聞いたが機長は反応しなかった。また、副操縦士は管制官に軽微な問題が発生したと伝えた。その後、速度が134ノット (248 km/h)まで低下し、スティックシェイカーが作動した。6289便は滑走路から1,645m地点に墜落した。衝撃で燃料に引火し、機体は炎に包まれた。
乗員乗客103人中102人が死亡した。事故を生き延びたのは28歳のアルジェリア軍兵士1人だけだった。事故時には最後尾の座席に着席しており、シートベルトはしていなかった。墜落の衝撃で機外に投げ出され、昏睡状態で救助された。翌日には意識を取り戻し、診察した医師は命に別状は無いと述べた。

## 事故調査
回収された飛行計器やブラックボックスはフランス航空事故調査局へ送られた。一方、エンジンは調査のためベルギーに送られた。調査から、まず左エンジンの高圧タービンが破損したことが判明した。高圧タービンの破損により低圧タービンも損傷を受け、最終的にエンジンの出力が低下したと結論付けられた。フライトデータレコーダー（FDR）のデータによれば、左エンジンは完全に停止していなかった。

### 事故原因
最終報告書では以下の事が事故原因とされた。
離陸直後という重要な状況下でエンジンが故障した。エンジンが故障したとき、パイロットは着陸装置を格納しなかった。また、機長は問題を特定する前に操縦を交代した。

加えて、以下の事が要因として挙げられた。
- 着陸装置を格納するタイミングでエンジンの故障が発生したこと。
- 事態が急速に進行したため、パイロットが問題に対処できる時間が僅かだったこと。
- エンジン1基では不適切な上昇率を維持したこと。
- エンジン故障後に機長と副操縦士間のコミュニケーションが欠如したこと。
- 空港の気温が高く、離陸重量が許容範囲ギリギリだったこと。
- 空港付近に不時着に適した場所がなく、岩場ばかりだったこと。